# Johan Fransson
För artisten, se Johan Fransson (artist)
Carl Johan Fransson, född 18 februari 1985 i Kalix i Nederkalix församling, är en svensk före detta professionell ishockeyspelare. Franssons moderklubb är Kalix UHC. Han gjorde seniordebut med Luleå HF i Elitserien under säsongen 2002/03 och vid NHL-draften 2004 valdes han i den andra rundan av Dallas Stars som 33:e spelare totalt. Efter fyra säsonger med Luleå lämnade han 2006 klubben för spel med Frölunda HC, men blev bortbytt till Linköping HC i slutet av säsongen. Med Linköping tog han SM-silver två säsonger i följd, 2007 och 2008.
2009 återvände han till Luleå, med vilka han spelade fram till säsongen 2013/14. Han blev dock utlånad till SKA Sankt Petersburg i KHL säsongen 2010/11 och 2013 tog han sitt tredje SM-silver. Mellan 2014/15 och 2018/19 spelade han i Nationalliga A i Schweiz för Rapperswil-Jona Lakers och Genève-Servette HC. 2019 återvände han till Sverige för spel med Leksands IF, där han spelade i två säsonger. Efter en motorcykelolycka 2021 avslutade Fransson sin spelarkarriär.
Vid internationella idrottssammanhang har han spelat tre VM-turneringar, där han tagit ett guld och ett brons. Han har också spelat en OS-turnering; 2018 i Pyeongchang. Som junior medverkade Fransson vid två JVM-turneringar.

## Karriär

### Klubblag

#### 2002–2009: Etablering i Elitserien
Franssons moderklubb är Kalix HF. Vid 15 års ålder spelade han för laget i Hockeyettan och stod på 19 matcher för 6 assistpoäng. Vid säsongens slut anslöt Fransson till Luleå HF och föreningens juniorverksamhet. Säsongen 2002/03 gjorde han A-lagsdebut med Luleå i Elitserien. Totalt spelade han tre matcher i Elitserien och tillbringade den större delen av sin säsong med Luleå J20. Säsongen därpå blev Franssons första som ordinarie i Elitserien och han var en av fyra att bli nominerad till årets nykomling i Svenska Hockeyligan – ett pris som senare tilldelades Loui Eriksson. Samma säsong gjorde han sitt första mål i Elitserien, på Markus Korhonen, då han noterades för Luleås enda mål i en 4–1-förlust mot Brynäs IF den 23 oktober 2003. Han tillbringade även de två efterföljande säsongerna i Luleå och förbättrade sin poängskörd i grundserien med en poäng för var säsong.
I maj 2006 lämnade Fransson Luleå sedan han skrivit ett tvåårsavtal med Frölunda HC. Efter 35 matcher och sex poäng av Fransson lämnade han i januari 2007 Frölunda sedan han fått allt mindre speltid och ibland ställts utanför laget. Han lånades istället ut till finska Ässät i FM-ligan. Men Ässät producerade han en assistpoäng på sex matcher och då laget spelat färdigt för säsongen återvände Fransson till Sverige och blev den 31 januari 2007 bortbytt till Linköping HC mot Oscar Ackeström. Under SM-slutspelet slog Linköping ut Luleå HF och Färjestad i kvarts-, respektive semifinal innan man ställdes mot Modo Hockey i finalserien, som man förlorade med 4–2 i matcher. Fransson tilldelades därmed ett SM-silver. Samtidigt hade Dallas Stars i slutet av februari samma år bytt bort rättigheterna till Fransson i NHL, till Los Angeles Kings, i utbyte mot bland andra Mattias Norström.
Säsongen därpå gjorde han sin dittills bästa grundserie i Elitserien, poängmässigt, då han stod för 14 poäng på 48 matcher (fem mål, nio assist). Även denna säsong tog sig Linköping till SM-final, och likt föregående säsong föll man i finalserien med 4–2 i matcher – denna gång mot HV71 – och Fransson tog sitt andra SM-silver i följd. Fransson påbörjade sedan sin tredje säsong med Linköping, men bröt avtalet med klubben i januari 2009 i förtid. Han avslutade istället säsongen med den schweiziska klubben HC Lugano i Nationalliga A. Han spelade sin första match i NLA den 23 januari samma år. Dagen därpå noterades han för sina två första mål i serien, på Ronald Rüeger, då Lugano besegrade Kloten Flyers med 4–3. På sju grundseriematcher med Lugano stod han för två mål och tre assist. I det efterföljande slutspelet gjorde han två mål på fyra spelade matcher.
Efter en kort sejour i Schweiz meddelades det i maj 2009 att Fransson återvänt till Luleå HF då han skrivit ett ettårskontrakt med klubben. Därefter gjorde Fransson sin poängmässigt främsta säsong och stod för 30 poäng på 54 matcher (11 mål, 19 assist) och var poängbäst bland lagets backar. Luleå slutade på tionde plats i grundserietabellen och missade därför SM-slutspelet.

#### 2009–2014: Återkomst till Luleå HF

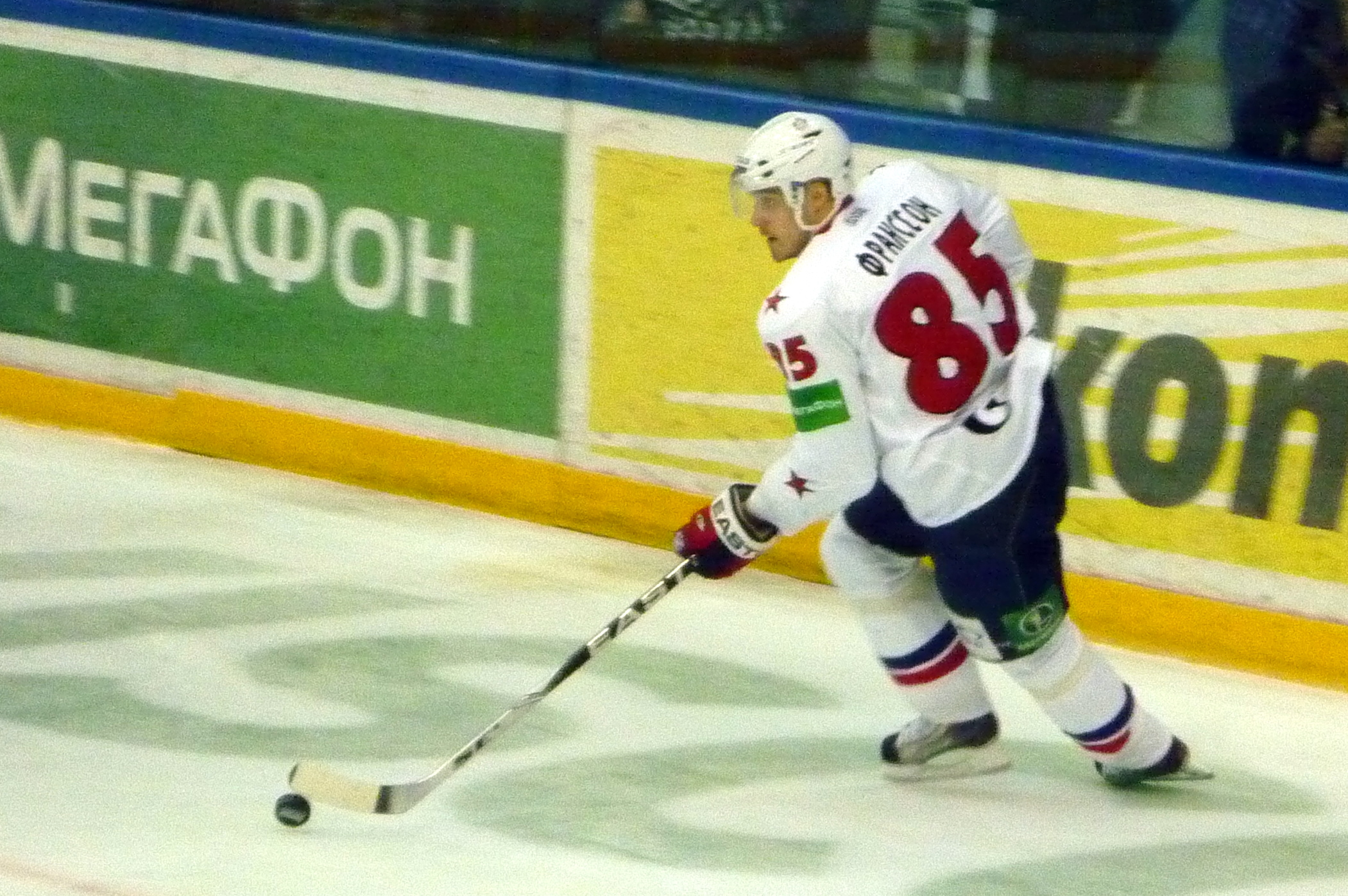
Fransson under sin utlåning till SKA Sankt Petersburg 2010.

Kort efter säsongens slut stod det i april 2010 klart att han tecknat ett nytt femårsavtal med Luleå. Drygt en månad senare skrev dock Fransson på ett avtal för HK Dinamo Minsk i KHL, och ytterligare drygt en månad senare skrev han ett ettårskontrakt med Los Angeles Kings i NHL. Fransson lyckades inte ta någon ordinarie plats i Kings och blev istället utlånad till SKA Sankt Petersburg i KHL för resten av säsongen. Den 20 oktober 2010 spelade han sin första KHL-match, en 2–3-förlust mot HK CSKA Moskva. Den 2 november samma år gjorde han sitt första mål i KHL, på Vadim Tarasov, i en 4–3-seger mot Metallurg Novokuznetsk. På 38 grundseriematcher stod Fransson för 16 poäng (sex mål, tio assist). I Gagarin Cup slog laget ut HK Spartak Moskva med 4–0 i matcher, innan man besegrades av Atlant Mytisjtji med 4–3 i kvartsfinalserien. Fransson noterades för två assistpoäng på elva slutspelsmatcher.
Efter en säsong i KHL, återvände Fransson till Sverige och Luleå. Säsongen 2011/12 var han lagets poängmässigt främsta back i grundserien och noterades för 20 poäng på 48 matcher, varav 19 assist. Luleå, som vunnit grundserien, slogs sedan överraskande ut i SM-slutspelet av kvartsfinalmotståndaren AIK med 4–1 i matcher. Säsongen 2012/13 var han med och tog laget till dess första SM-final sedan 1997. I kvarts-, respektive semifinal slog laget ut Frölunda HC (4–2) och Färjestad BK (4–1). Väl i finalen föll man dock mot rivalen Skellefteå AIK med 4–0 i matcher. Fransson var den poängmässigt näst bäste backen i hela slutspelet då han stod för 10 poäng på 15 matcher.
Säsongen 2013/14 missade Fransson i oktober och november 14 matcher av grundserien: i en match mot HV71 den 16 oktober 2013 tacklades Fransson av motståndaren Riley Holzapfel, som senare stängdes av tre matcher för tacklingen. Efter undersökning stod det klart att Fransson skadat ledbandet och menisken i samband med bentacklingen. Trots skadan var Fransson poängbäst bland backarna i Luleå. På 38 grundseriematcher stod han för 15 poäng (fem mål, tio assist). I SM-slutspelet ställdes Luleå mot Växjö Lakers Hockey i kvartsfinalserien. Fransson spelade de två inledande matcherna, men tvingades sedan avstå från spel på grund av ryggproblem. Lakers vann serien med 4–2 i matcher.

#### 2014–2023: NLA och Leksands IF

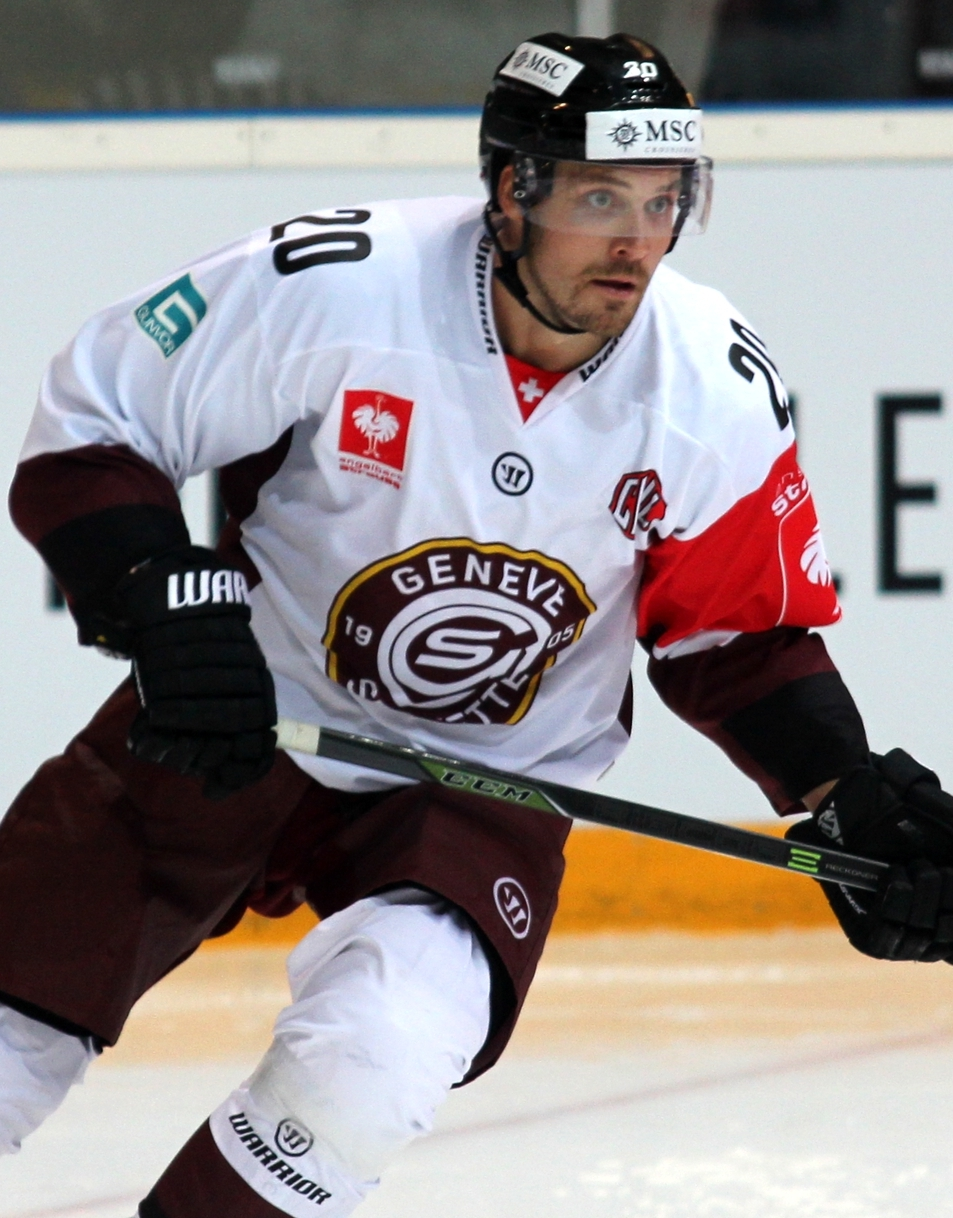
Fransson med Genève-Servette HC 2015.

Trots att Fransson hade ett år kvar på sitt avtal med Luleå, lämnade han laget 2014 för spel med Rapperswil-Jona Lakers i Nationalliga A. Ett optionsår nyttjades i slutet av februari 2015, men då Rapperswil-Jona Lakers inte lyckades hålla sig kvar i NLA lämnade Fransson klubben för att istället spela i Genève-Servette Hockey Club, med vilka han skrev ett tvåårsavtal den 28 maj samma år. Under sin första säsong med Genève-Servette slog Fransson sitt personliga poängrekord i grundserien under en säsong, då han på 39 matcher noterades för 22 poäng (7 mål, 15 assist). Efter att ha slagit ut Fribourg-Gottéron i kvartsfinal (4–1) i det efterföljande slutspelet, slogs laget ut i semifinal av HC Lugano med 4–2 i matcher.
Under sin andra säsong i klubben förlängde Fransson sitt avtal med Genève-Servette med ytterligare två år, den 16 november 2016. I slutspelet var Fransson lagets poängmässigt bästa back med tre assistpoäng på fyra matcher. Laget slogs ut i den första rundan av EV Zug med 4–0 i matcher.
Fransson gjorde inte ett enda mål i grundserien säsongen 2017/18. På 40 grundseriematcher noterades han för 19 assistpoäng. Likt föregående säsong slogs Genève-Servette omgående ut i kvartsfinalserien, denna gång mot SC Bern med 4–1 i matcher. Under en match mot Fribourg-Gottéron i november 2018 ådrog sig Fransson en hjärnskakning och skadade samtidigt ryggen. Han var tillbaka i spel den 1 februari 2019 efter att ha missat 17 matcher av grundserien. På 30 matcher noterades Fransson för 18 poäng (sex mål, tolv assist). Genève-Servette var det sista laget att ta sig till det efterföljande slutspelet och ställdes mot seriesegraren SC Bern i kvartsfinalserien, som man förlorade med 4–2 i matcher. Under slutspelet var Fransson lagets poängmässigt främsta back då han noterades för ett mål och tre assistpoäng på dessa sex matcher.
Den 29 april 2019 meddelades det att Fransson återvänt till Sverige och skrivit ett fyraårsavtal med Leksands IF i SHL. Under en match mot IK Oskarshamn i början av december 2019 ådrog sig Fransson en skada och var därefter borta från spel i en dryg månad. Under den här tiden missade han sex matcher. Den 20 februari 2020 spelade han sin 500:e grundseriematch i SHL. Totalt noterades han under säsongens gång för elva poäng, varav tre mål, på 41 matcher.
Fransson missade inledningen av säsongen 2020/21 på grund av en skada, men gjorde comeback i slutet av oktober 2020. Han hade skadeproblem resten av säsongen och spelade endast 22 av de 52 grundseriematcherna – i början av februari 2021 bekräftades det att Fransson skulle komma att genomgå en operation på grund av ljumskproblem. Leksand slutade på tredje plats i grundserien men slogs sedan ut i SM-slutspelet av Örebro HK med 4–0 i kvartsfinalserien. Fransson spelade två av dessa matcher.
Efter att ha råkat ut för en motorcykelolycka under sommaren 2021, missade Fransson båda säsongerna 2021/22 och säsongen 2022/23, och bekräftade i juli 2023 att han avslutat sin spelarkarriär.

### Landslag

#### 2003–2005: Ungdoms- och juniorlandslag
2003 blev Fransson uttagen att spela sitt första JVM, som avgjordes i Finland 2004. Sverige misslyckades att ta sig till slutspel och tvingades kvala för att hålla sig kvar i JVM:s toppdivision. På sex spelade matcher noterades Fransson för tre mål och var därmed Sveriges främsta målskytt i turneringen. Han var dessutom Sveriges poängmässigt bästa back, tillsammans med Alexander Täng. Fransson spelade sitt andra JVM i USA året därpå. Efter att ha tagit sig vidare från gruppspelsrundan åkte Sverige ut mot värdnationen efter en kvartsfinalförlust med 8–2. Sverige förlorade därefter också en placeringsmatch mot Finland, vilket gav laget en sjätteplats i turneringen. Fransson gick poänglös ur dessa sex matcher.

#### 2004–2018: A-landslaget

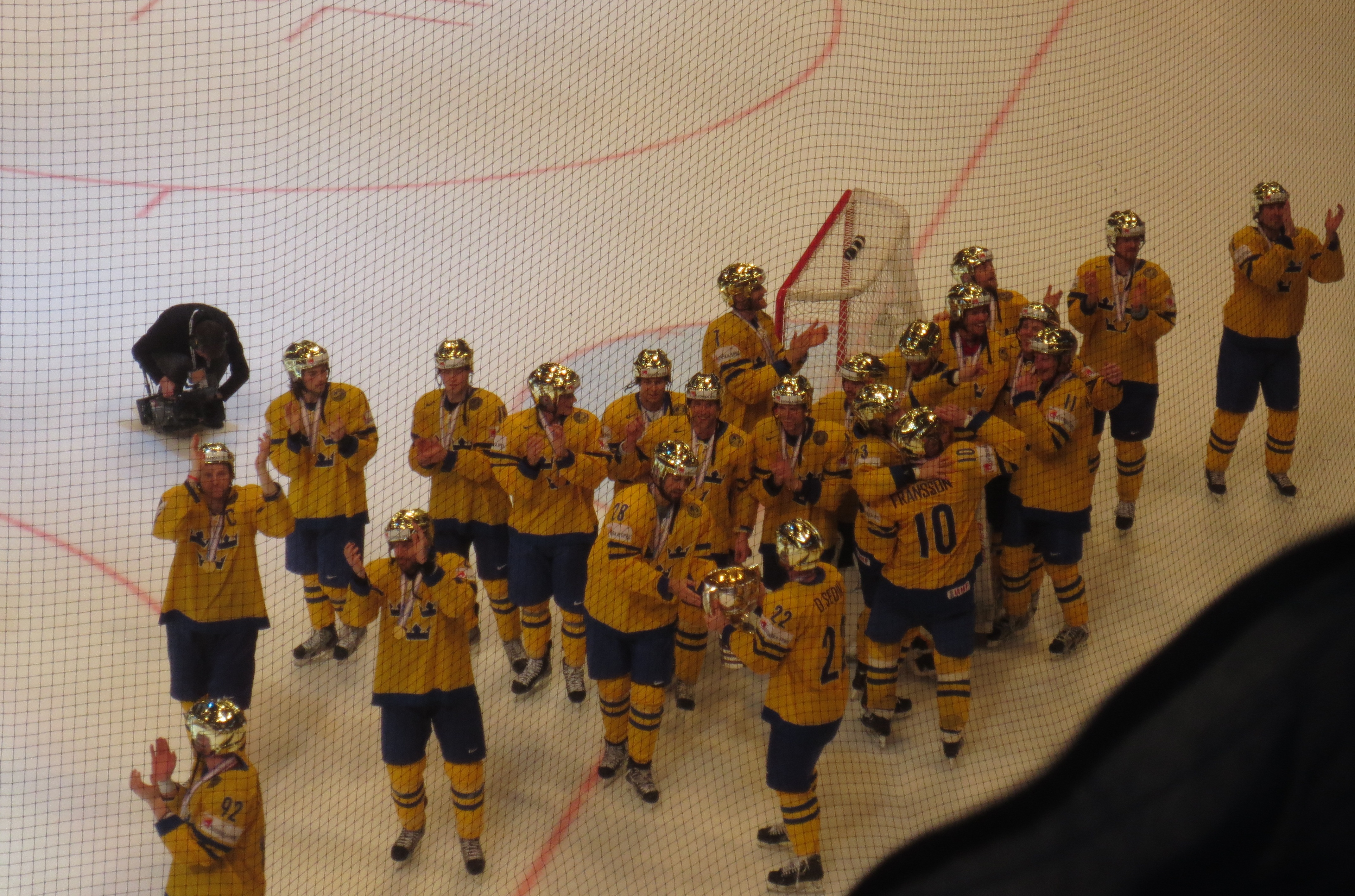
Tre Kronor firar segern i VM-finalen 2013.

Fransson debuterade i Tre Kronor under en träningslandskamp mot Schweiz den 6 april 2004. Sverige vann matchen med 2–3 och Fransson noterades inte för några poäng. Den 2 maj 2010 gjorde han sitt första A-landslagsmål, under LG Hockey Games 2010, då han inledde målskyttet i Sveriges 3–2-seger mot Finland.
2013 blev Fransson uttagen till Sveriges trupp då VM avgjordes i Sverige och Finland. Sverige ställdes mot Kanada i kvartsfinal sedan man slutat trea i gruppspelet. Laget vann med 3–2 efter straffar och vann därefter även semifinalen mot Finland med 3–0. I finalen tog Sverige en komfortabel 5–1-seger mot Schweiz och Fransson tilldelades därmed ett VM-guld. På tio matcher noterades han för fem poäng (ett mål, fyra assist).
Fransson var också med under VM i Vitryssland 2014. Sverige tog sig till kvartsfinal, där man ställdes mot hemmanationen och vann med 3–2. Laget förlorade sedan semifinalen mot Ryssland med 1–3, men vann därefter bronsmatchen mot Tjeckien med 3–0. Fransson gjorde inga poäng på de tio matcherna han spelade. 2016 spelade han sitt tredje och sista VM, som denna gång avgjordes i Ryssland. Sverige slutade trea i gruppspelet och slogs därefter ut mot Kanada i kvartsfinal, sedan man förlorat med 0–6. På sju spelade matcher stod Fransson för totalt tre assistpoäng.
Då Sverige presenterade truppen till OS i Pyeongchang den 16 januari 2018, stod det klart att Fransson var en av de som blivit uttagna. Sverige gick obesegrat genom gruppspelet sedan man besegrat Norge, Tyskland och Finland. I kvartsfinalen föll dock Sverige mot Tyskland, sedan tyskarna avgjort matchen till 3–4 mindre än två minuter in på förlängningen. På fyra matcher noterades Fransson för två assistpoäng.

## Statistik

### Klubblag
| 2002–03               | Luleå HF               | Elitserien            | 3   | 0  | 0   | 0   | 0   | —  | — | —  | —  | —  |
| 2003–04               | Luleå HF               | Elitserien            | 44  | 3  | 3   | 6   | 28  | 2  | 0 | 0  | 0  | 4  |
| 2004–05               | Luleå HF               | Elitserien            | 43  | 1  | 6   | 7   | 30  | 3  | 0 | 0  | 0  | 0  |
| 2005–06               | Luleå HF               | Elitserien            | 50  | 3  | 5   | 8   | 74  | 6  | 1 | 1  | 2  | 6  |
| 2006–07               | Frölunda HC            | Elitserien            | 35  | 0  | 6   | 6   | 18  | —  | — | —  | —  | —  |
| 2006–07               | Ässät                  | Liiga                 | 6   | 0  | 1   | 1   | 2   | —  | — | —  | —  | —  |
| 2006–07               | Linköping HC           | Elitserien            | 8   | 0  | 0   | 0   | 4   | 15 | 0 | 0  | 0  | 2  |
| 2007–08               | Linköping HC           | Elitserien            | 48  | 5  | 9   | 14  | 24  | 16 | 0 | 5  | 5  | 16 |
| 2008–09               | Linköping HC           | Elitserien            | 40  | 3  | 7   | 10  | 24  | —  | — | —  | —  | —  |
| 2008–09               | HC Lugano              | NLA                   | 7   | 2  | 3   | 5   | 2   | 4  | 2 | 0  | 2  | 0  |
| 2009–10               | Luleå HF               | Elitserien            | 54  | 11 | 19  | 30  | 26  | —  | — | —  | —  | —  |
| 2010–11               | SKA Sankt Petersburg   | KHL                   | 38  | 6  | 10  | 16  | 22  | 11 | 0 | 2  | 2  | 2  |
| 2011–12               | Luleå HF               | Elitserien            | 48  | 1  | 19  | 20  | 12  | 5  | 1 | 1  | 2  | 2  |
| 2012–13               | Luleå HF               | Elitserien            | 55  | 3  | 8   | 11  | 12  | 15 | 0 | 10 | 10 | 6  |
| 2013–14               | Luleå HF               | SHL                   | 38  | 5  | 10  | 15  | 20  | 2  | 0 | 0  | 0  | 2  |
| 2014–15               | Rapperswil-Jona Lakers | NLA                   | 32  | 4  | 16  | 20  | 22  | 9  | 1 | 4  | 5  | 12 |
| 2015–16               | Genève-Servette HC     | NLA                   | 39  | 7  | 15  | 22  | 12  | 11 | 0 | 1  | 1  | 18 |
| 2016–17               | Genève-Servette HC     | NLA                   | 45  | 5  | 10  | 15  | 52  | 4  | 0 | 3  | 3  | 0  |
| 2017–18               | Genève-Servette HC     | NL                    | 40  | 0  | 19  | 19  | 38  | 4  | 1 | 0  | 1  | 4  |
| 2018–19               | Genève-Servette HC     | NL                    | 30  | 6  | 12  | 18  | 14  | 6  | 1 | 3  | 4  | 2  |
| 2019–20               | Leksands IF            | SHL                   | 41  | 3  | 8   | 11  | 24  | —  | — | —  | —  | —  |
| 2020–21               | Leksands IF            | SHL                   | 22  | 1  | 4   | 5   | 8   | 2  | 0 | 0  | 0  | 0  |
| SHL/Elitserien totalt | SHL/Elitserien totalt  | SHL/Elitserien totalt | 529 | 39 | 104 | 143 | 304 | 66 | 2 | 17 | 19 | 38 |
| Nationalliga A totalt | Nationalliga A totalt  | Nationalliga A totalt | 193 | 24 | 71  | 95  | 140 | 29 | 4 | 7  | 11 | 24 |

### Internationellt
| År            | Lag           | Turnering     | Matcher | Mål | Assists | Poäng | Utv. |
| ------------- | ------------- | ------------- | ------- | --- | ------- | ----- | ---- |
| 2004          | Sverige       | JVM           | 6       | 3   | 0       | 3     | 2    |
| 2005          | Sverige       | JVM           | 6       | 0   | 0       | 0     | 12   |
| 2013          | Sverige       | VM            | 10      | 1   | 4       | 5     | 4    |
| 2014          | Sverige       | VM            | 10      | 0   | 0       | 0     | 4    |
| 2016          | Sverige       | VM            | 7       | 0   | 3       | 3     | 2    |
| 2018          | Sverige       | OS            | 4       | 0   | 2       | 2     | 2    |
| Junior totalt | Junior totalt | Junior totalt | 12      | 3   | 0       | 3     | 14   |
| Senior totalt | Senior totalt | Senior totalt | 31      | 1   | 9       | 10    | 12   |